# Canarie
Die Canarie (auch: Canaris oder Canaries (französisch); Canario (italienisch), Canarios (spanisch), Canary (englisch)) ist ein lebhafter Tanz im Tripeltakt (3/4- bzw. 6/8-Takt), der vom 16. bis 18. Jahrhundert verbreitet war, und gelegentlich auch Eingang in die barocke Suite fand.

## Ursprünge
Die Canarie soll ihren Ursprung auf den kanarischen Inseln haben, von wo sie im 16. Jahrhundert durch kanarische Sklaven nach Spanien gelangt, und dort weiterentwickelt worden sei. Von Diego Pisador wird sie 1552 als Tanz zu Totenfeiern erwähnt. Beim kanarischen, bis ins 20. Jahrhundert getanzten Canarios standen sich zwei Tänzerreihen gegenüber, welche sich einander näherten und entfernten und dabei kleine Sprünge machten. Laut Walther (1732) rührt daher der aus lateinisch „Saltatio Canariensis“ verkürzte Name.
Frühe Choreographien für den Canario sind in den Büchern der italienischen Tanzmeister Cesare Negri, Fabritio Caroso und Livio Lupi di Caravaggio überliefert. Auch der Franzose Thoinot Arbeau beschreibt diesen Tanz 1589 in seiner Orchésographie, aber die Melodie, die er überliefert, steht im geraden Allabreve-Takt und hat keine Ähnlichkeit mit der späteren barocken Canarie. Während andere Tänze wie die Galliarde und die Courante in der späten Renaissancezeit durch allgemein übliche Schrittfolgen geprägt waren, durfte beim Canario weitgehend frei improvisiert werden.

„Einige sagen, dass dieser Tanz auf den Canarischen Inseln im Gebrauch ist, und dass er dort ganz normal ist; Andere, deren Meinung ich eher teilen möchte, behaupten, dass er seinen Ursprung in einem Ballet für einen Maskenball habe, wo die Tänzer verkleidet waren als Könige und Königinnen von Mauretanien, oder nach Art von Wilden, mit bunten Federbüschen in diversen Farben….“

## Barock
Die barocke Canarie ist ein fröhlich bewegter, der Gigue ähnlicher Tanz. Das vielleicht berühmteste Beispiel für einen italienischen Canario für Chitarrone stammt von Girolamo Kapsberger (Libro IV, 1640) – ein Virtuosenstück über einen nur aus drei Tönen bestehenden immer wiederkehrenden basso ostinato. Überaus populär ist auch ein Canario bzw. Canarios für die spanische (Barock-)Gitarre von Gaspar Sanz aus seiner Instrucción de Música sobre la Guitarra Española (Saragossa, 1674). Beide Stücke haben einen fließenden, virtuosen Charakter ähnlich der italienischen Giga.

Ähnliche Stücke für Laute oder Gitarre sind auch in Luz y Norte (1677), dem Tabulaturbuch des Lucas Ruiz de Ribayaz, oder als Komposition anonymer Komponisten erhalten.
Eine gewisse internationale Verbreitung fand die Canarie jedoch in ihrer französischen Form als Sondertypus der französischen Gigue im punktierten 3/4- oder 6/4-Takt, und später im 3/8- oder 6/8-Takt, der aus zwei Reprisen besteht. Typisch ist ein Auftakt, der aus einer Achtel und einer Viertel besteht (3/4 und 6/4), bzw. aus einer Sechzehntel und einer Achtel (3/8 oder 6/8), es gibt jedoch auch Ausnahmen, z. B. ohne Auftakt.
Über das Tempo der Canarie gibt es in den Quellen divergierende Meinungen. Laut Türk (1789) war es tendenziell noch schneller als das der Gigue. Affilard gibt ihr Tempo etwa mit Punktierte Viertel = 106 MM an. Laut Johann Joachim Quantz (1752) dagegen haben Gigue und Canarie „eynerlei Tempo“ mit einem Pulsschlag pro Takt, wenn sie im 6/8-Takt stehen. Anders als die Gigue bestehe die Canarie immer aus punktierten Noten, und würde auf der Geige mit einem „kurzen und scharfen“ Bogenstrich gespielt (während er der Gigue einen „kurzen und leichten“ Bogenstrich zuordnet).

„…die Canarischen müssen große Begierde und Hurtigkeit mit sich führen; aber dabey ein wenig einfältig klingen.“

Die Canarie blieb jedoch ein eher seltener Tanz, sie war nie wirklich in Mode, vermutlich wegen ihrer großen Ähnlichkeit mit der Gigue „à la française“, und wegen ihres recht eng abgesteckten Stil- und Ausdrucksvermögens.
Vereinzelte Beispiele gibt es in Frankreich von dem Lautenisten Ennemond Gaultier, und von den Clavecinisten Chambonnières (1670), Louis Couperin, Nicolas Lebègue (1677), Elisabeth Jacquet de la Guerre (1687), François Couperin (1713). Beispiele aus der Bühnenmusik gibt es z. B. in André Campras Opéra-ballet L’Europe galante (1697), und in England in Henry Purcells Semi-Operas Dioclesian und The Indian Queen (1695). In Deutschland findet man sie ab und zu bei frankophilen Komponisten wie Johann Caspar Ferdinand Fischer (in: Journal du Printemps 1695, und Musicalisches Blumenbüschlein, 1696/98), oder in einigen Ouverturensuiten Georg Philipp Telemanns, der z. B. am Ende seiner Wassermusik Hamburger Ebb und Fluth von 1723 „die lustigen Bootsleute“ eine Canarie tanzen lässt.
Der Tanz selber zeichnet sich wie oben erwähnt durch zahlreiche Sprünge aus und galt laut Curt Sachs als schwierig. Vom Anfang des 18. Jahrhunderts sind einige Canarie-Choreographien in der Notation von Raoul-Auger Feuillet überliefert.
Folgender Canarie stammt aus einer der Tänze-Sammlungen von John Playford (1623–1686):

### Noten
- Jacques Champion de Chambonnières, Les Pièces de Clavessin, Vol. I & II, Facsimile of the 1670 Paris Edition, New York: Broude Brothers, 1967.
- François Couperin, Pièces de Clavecin, 4 Bde., hrsg. von Jos. Gát, Mainz et al.: Schott, 1970–1971.
- Manuscrit Bauyn (3 Bde.), …, deuxième partie: Pièces de Clavecin de Louis Couperin,…, Facsimile, prés. par Bertrand Porot, Courlay: Édition J. M. Fuzeau, 2006.
- Johann Caspar Ferdinand Fischer, Sämtliche Werke für Tasteninstrument (darin u. a.: „Blumenbüschlein“ (1698)), hrsg. v. Ernst von Werra, Wiesbaden: Breitkopf & Härtel, (urspr. 1901).
- Élisabeth Jacquet de la Guerre, Pièces de Clavecin qui peuvent se jouer sur le violon, 1707, Facsimile, prés. par Catherine Cessac et J. Saint-Arroman, publ. sous la dir. de J. Saint-Arroman, Courlay: Édition J. M. Fuzeau, 2000.
- Nicolas-Antoine Lebègue, Pièces de Clavecin, Premier Livre, 1677, Facsimile, publ. sous la dir. de J. Saint-Arroman, Courlay: Édition J. M. Fuzeau, 1995.
- Henry Purcell, Piano Solo Complete Edition (Urtext), ed. by István Máriássy, Budapest: Könemann (o. J.).

### Einspielungen
- „Vieux“ Gaultier. Pièces de luth. Hopkinson Smith, erschienen bei: astrée, 1987 (CD).
- Baroque Lute Music Vol. 1: Giovanni Girolamo Kapsberger, mit Paul O’Dette – 10-course lute & chitarrone, erschienen bei: harmonia mundi, 1990 / 2001.
- Johann Caspar Ferdinand Fischer, Le Journal du Printemps, L'Orfeo Barockorchester, Michi Gaigg, ersch. bei: cpo, 2005 (CD).
- Handel, Telemann – Watermusic, The King's Consort, Robert King, ersch. bei: Hyperion, CDA66967 (rec. 1997) (CD).